# Giro di Vallonia 2024
Il Giro di Vallonia 2024, cinquantunesima edizione della corsa e valida come evento dell'UCI ProSeries 2024 categoria 2.Pro, si svolse in cinque tappe dal 22 al 26 luglio 2024 su un percorso di 940,7 km, con partenza da Tournai e arrivo a Thuin, in Vallonia. La vittoria fu appannaggio dell'italiano Matteo Trentin, il quale completò il percorso in 22h02'46", alla media di 40,059 km/h, precedendo il neozelandese Corbin Strong e il lussemburghese Alex Kirsch.

## Tappe
| Tappa  | Data      | Percorso                    | km     | Vincitore di tappa | Leader cl. generale |
| ------ | --------- | --------------------------- | ------ | ------------------ | ------------------- |
| 1ª     | 22 luglio | Tournai > Fleurus           | 179,2  | Jordi Meeus        | Jordi Meeus         |
| 2ª     | 23 luglio | Saint-Ghislain > Ouffet     | 188,25 | Corbin Strong      | Corbin Strong       |
| 3ª     | 24 luglio | Arlon > La Roche-en-Ardenne | 192,63 | Markus Hoelgaard   | Corbin Strong       |
| 4ª     | 25 luglio | Verviers > Herve            | 188,51 | Matteo Trentin     | Matteo Trentin      |
| 5ª     | 26 luglio | Mouscron > Thuin            | 192,15 | Samuel Watson      | Matteo Trentin      |
| Totale | Totale    | Totale                      | 940,74 |                    |                     |

## Squadre e corridori partecipanti
| N.    | Cod. | Squadra                         |
| ----- | ---- | ------------------------------- |
| 1-7   | ADC  | Alpecin-Deceuninck              |
| 11-17 | ARK  | Arkéa-B&B Hotels                |
| 21-27 | RBH  | Red Bull-Bora-Hansgrohe         |
| 31-37 | DAT  | Decathlon AG2R La Mondiale Team |
| 41-47 | GFC  | Groupama-FDJ                    |
| 51-57 | IWA  | Intermarché-Wanty               |
| 61-67 | LTK  | Lidl-Trek                       |
| 71-77 | MOV  | Movistar Team                   |
| 81-87 | TVL  | Team Visma-Lease a Bike         |

| N.      | Cod. | Squadra                |
| ------- | ---- | ---------------------- |
| 91-97   | BWB  | Bingoal WB             |
| 101-107 | IPT  | Israel-Premier Tech    |
| 111-117 | LTD  | Lotto Dstny            |
| 121-127 | TFB  | Team Flanders-Baloise  |
| 131-137 | TEN  | TotalEnergies          |
| 141-147 | TUD  | Tudor Pro Cycling Team |
| 151-157 | UXM  | Uno-X Mobility         |
| 161-167 | BTL  | Baloise Trek Lions     |
| 171-177 | PSB  | Pauwels Sauzen-Bingoal |

## Dettagli delle tappe

### 1ª tappa
- 22 luglio: Tournai > Fleurus - 179,2 km

Risultati
| Pos. | Corridore     | Squadra     | Tempo    |
| ---- | ------------- | ----------- | -------- |
| 1    | Jordi Meeus   | Red Bull    | 4h03'11" |
| 2    | Madis Mihkels | Intermarché | s.t.     |
| 3    | Paul Penhoët  | Groupama    | s.t.     |

| Pos. | Corridore     | Squadra     | Tempo    |
| ---- | ------------- | ----------- | -------- |
| 1    | Jordi Meeus   | Red Bull    | 4h03'11" |
| 2    | Madis Mihkels | Intermarché | a 4"     |
| 3    | Paul Penhoët  | Groupama    | a 6"     |

### 2ª tappa
- 23 luglio: Saint-Ghislain > Ouffet - 188,25 km

Risultati
| Pos. | Corridore         | Squadra       | Tempo    |
| ---- | ----------------- | ------------- | -------- |
| 1    | Corbin Strong     | Israel        | 4h04'23" |
| 2    | Émilien Jeannière | TotalEnergies | s.t.     |
| 3    | Paul Penhoët      | Groupama      | s.t.     |

| Pos. | Corridore     | Squadra  | Tempo    |
| ---- | ------------- | -------- | -------- |
| 1    | Corbin Strong | Israel   | 8h07'21" |
| 2    | Jordi Meeus   | Red Bull | a 3"     |
| 3    | Paul Penhoët  | Groupama | a 5"     |

### 3ª tappa
- 24 luglio: Arlon > La Roche-en-Ardenne - 192,63 km

Risultati
| Pos. | Corridore        | Squadra | Tempo    |
| ---- | ---------------- | ------- | -------- |
| 1    | Markus Hoelgaard | Uno-X   | 4h46'53" |
| 2    | Jimmy Janssens   | Alpecin | a 2"     |
| 3    | Matteo Trentin   | Tudor   | a 43"    |

| Pos. | Corridore      | Squadra | Tempo     |
| ---- | -------------- | ------- | --------- |
| 1    | Corbin Strong  | Israel  | 12h54'57" |
| 2    | Matteo Trentin | Tudor   | a 7"      |
| 3    | Alex Kirsch    | Lidl    | a 11"     |

### 4ª tappa
- 25 luglio: Verviers > Herve - 188,51 km

Risultati
| Pos. | Corridore         | Squadra       | Tempo    |
| ---- | ----------------- | ------------- | -------- |
| 1    | Matteo Trentin    | Tudor         | 4h20'03" |
| 2    | Timo Kielich      | Alpecin       | s.t.     |
| 3    | Émilien Jeannière | TotalEnergies | s.t.     |

| Pos. | Corridore      | Squadra | Tempo     |
| ---- | -------------- | ------- | --------- |
| 1    | Matteo Trentin | Tudor   | 17h14'54" |
| 2    | Corbin Strong  | Israel  | a 6"      |
| 3    | Alex Kirsch    | Lidl    | a 15"     |

### 5ª tappa
- 26 luglio: Mouscron > Thuin - 192,15 km

Risultati
| Pos. | Corridore     | Squadra  | Tempo    |
| ---- | ------------- | -------- | -------- |
| 1    | Samuel Watson | Groupama | 4h47'48" |
| 2    | Corbin Strong | Israel   | a 4"     |
| 3    | Timo Kielich  | Alpecin  | s.t.     |

| Pos. | Corridore      | Squadra | Tempo     |
| ---- | -------------- | ------- | --------- |
| 1    | Matteo Trentin | Tudor   | 22h02'46" |
| 2    | Corbin Strong  | Israel  | s.t.      |
| 3    | Alex Kirsch    | Lidl    | a 15"     |

## Evoluzione delle classifiche
| Tappa              | Vincitore          | Classifica generale Maglia arancione | Classifica a punti Maglia gialla | Classifica scalatori Maglia bianca | Classifica giovani Maglia rossa | Classifica sprint intermedi Maglia fucsia | Classifica a squadre | Combattività      |
| ------------------ | ------------------ | ------------------------------------ | -------------------------------- | ---------------------------------- | ------------------------------- | ----------------------------------------- | -------------------- | ----------------- |
| 1ª                 | Jordi Meeus        | Jordi Meeus                          | Jordi Meeus                      | Andreas Kron                       | Madis Mihkels                   | Corbin Strong                             | Intermarché-Wanty    | Michiel Lambrecht |
| 2ª                 | Corbin Strong      | Corbin Strong                        | Paul Penhoët                     | Johan Jacobs                       | Paul Penhoët                    | Baptiste Veistroffer                      | Groupama-FDJ         | Cole Kessler      |
| 3ª                 | Markus Hoelgaard   | Corbin Strong                        | Corbin Strong                    | Jimmy Janssens                     | Carlos Canal                    | Markus Hoelgaard                          | Israel-Premier Tech  | Gilles De Wilde   |
| 4ª                 | Matteo Trentin     | Matteo Trentin                       | Matteo Trentin                   | Jimmy Janssens                     | Frederik Wandahl                | Cole Kessler                              | Israel-Premier Tech  | Liam Slock        |
| 5ª                 | Samuel Watson      | Matteo Trentin                       | Matteo Trentin                   | Jimmy Janssens                     | Frederik Wandahl                | Cole Kessler                              | Israel-Premier Tech  | Dries De Bondt    |
| Classifiche finali | Classifiche finali | Matteo Trentin                       | Matteo Trentin                   | Jimmy Janssens                     | Frederik Wandahl                | Cole Kessler                              | Israel-Premier Tech  | Dries De Bondt    |

Maglie indossate da altri ciclisti in caso di due o più maglie vinte
- Nella 2ª tappa Paul Penhoët ha indossato la maglia gialla al posto di Jordi Meeus.
- Nella 3ª tappa Alec Segaert ha indossato la maglia rossa al posto di Paul Penhoët.
- Nella 4ª tappa Paul Penhoët ha indossato la maglia gialla al posto di Corbin Strong.
- Nella 5ª tappa Émilien Jeannière ha indossato la maglia gialla al posto di Matteo Trentin.

## Classifiche finali

### Classifica generale - Maglia arancione
| Pos. | Corridore          | Squadra   | Tempo     |
| ---- | ------------------ | --------- | --------- |
| 1    | Matteo Trentin     | Tudor     | 22h02'46" |
| 2    | Corbin Strong      | Israel    | s.t.      |
| 3    | Alex Kirsch        | Lidl      | a 15"     |
| 4    | Stan Dewulf        | Decathlon | a 18"     |
| 5    | Frederik Wandahl   | Red Bull  | s.t.      |
| 6    | Simon Clarke       | Israel    | s.t.      |
| 7    | Carlos Canal       | Movistar  | a 19"     |
| 8    | Natnael Tesfatsion | Lidl      | s.t.      |
| 9    | Rudy Molard        | Groupama  | s.t.      |
| 10   | Dylan Teuns        | Israel    | s.t.      |

### Classifica a punti - Maglia gialla
| Pos. | Corridore         | Squadra       | Punti |
| ---- | ----------------- | ------------- | ----- |
| 1    | Matteo Trentin    | Tudor         | 46    |
| 2    | Corbin Strong     | Israel        | 44    |
| 3    | Emilien Jeannière | TotalEnergies | 43    |
| 4    | Paul Penhoët      | Groupama      | 30    |
| 5    | Madis Mihkels     | Intermarché   | 30    |

### Classifica scalatori - Maglia bianca
| Pos. | Corridore        | Squadra  | Punti |
| ---- | ---------------- | -------- | ----- |
| 1    | Jimmy Janssens   | Alpecin  | 80    |
| 2    | Markus Hoelgaard | Uno-X    | 52    |
| 3    | Johan Jacobs     | Movistar | 40    |
| 4    | Gilles De Wilde  | Flanders | 22    |
| 5    | Cole Kessler     | Lidl     | 22    |

### Classifica giovani - Maglia rossa
| Pos. | Corridore        | Squadra  | Tempo     |
| ---- | ---------------- | -------- | --------- |
| 1    | Frederik Wandahl | Red Bull | 22h03'04" |
| 2    | Carlos Canal     | Movistar | a 1"      |
| 3    | Per S. Hagenes   | Visma    | s.t.      |
| 4    | Alec Segaert     | Lotto    | a 16"     |
| 5    | Samuel Watson    | Groupama | a 2'33"   |

### Classifica sprint intermedi - Maglia fucsia
| Pos. | Corridore            | Squadra   | Punti |
| ---- | -------------------- | --------- | ----- |
| 1    | Cole Kessler         | Lidl      | 19    |
| 2    | Markus Hoelgaard     | Uno-X     | 13    |
| 3    | Baptiste Veistroffer | Decathlon | 13    |
| 4    | Matteo Trentin       | Tudor     | 8     |
| 5    | Samuel Watson        | Groupama  | 8     |

### Classifica a squadre
| Pos. | Squadra             | Tempo     |
| ---- | ------------------- | --------- |
| 1    | Israel-Premier Tech | 66h09'15" |
| 2    | Lidl-Trek           | a 29"     |
| 3    | Bingoal WB          | a 3'50"   |
| 4    | Arkéa-B&B Hotels    | a 5'34"   |
| 5    | Groupama-FDJ        | a 5'39"   |